# Nowy (film 1969)
Nowy (ang. The New) – polska komedia obyczajowa z 1969 roku w reżyserii Jerzego Ziarnika. 
Film ukazuje perypetie młodego człowieka spod Legionowa, szukającego pracy w Warszawie. Absurd i komunistyczna biurokracja w załatwieniu spraw papierkowych obnaża realia tamtych czasów.
Premiera odbyła się 9 stycznia 1970 roku wraz z krótkometrażowym dokumentem W sanatoriach dla dzieci produkcji WFO.

## Obsada
- Damian Damięcki − Henryk Sochocki
- Edward Dziewoński − personalny
- Krystyna Borowicz – Roszkowska, urzędniczka w dziale personalnym
- Bogumił Kobiela − kierownik działu BHP
- Józef Nowak − dyrektor POM-u
- Jerzy Dobrowolski − pośrednik
- Wiesław Gołas − komendant zakładowej straży pożarnej
- Wojciech Pokora − urzędnik
- Bronisław Pawlik − majster Kędzierski
- Jan Kobuszewski − lekarz zakładowy
- Janina Traczykówna − psycholog
- Danuta Wodyńska − kobieta w kolejce w przychodni
- Jarema Stępowski – strażnik Frąckowiak
- Zofia Czerwińska − kasjerka w barze mlecznym
- Zofia Merle − bufetowa
- Barbara Rachwalska − kierowniczka w Powiatowej Radzie Narodowej
- Anna Prucnal − pracownica działu socjalnego
- Ryszard Pietruski − fotograf
- Jolanta Wołłejko – Janka
- Irena Karel − pani Niusia u fotografa
- Kazimierz Opaliński − kierownik działu socjalnego
- Elżbieta Borkowska − Lusia, niedoświadczona laborantka pobierająca Henrykowi krew
- Jacek Domański − robotnik radzący Henrykowi jak zdobyć szafkę
- Zofia Perczyńska − sekretarka wydająca mydło Henrykowi
- Magdalena Zawadzka − panna Bożenka w dziale BHP
- Maciej Damięcki − Maciej Sochocki, starszy brat Henryka (nie występuje w napisach, widoczny tylko na zdjęciach)
- Mieczysław Czechowicz − narrator